# Силикальцит
Силикальцит (силикат карбоната кальция, кремниевый кальцит) — строительный материал типа бесцементного бетона. Химическая формула {\displaystyle {\ce {{CaCO3.SiO2}}}}. Изготавливается методом механохимической обработки на основе смеси, состоящей из гашёной извести и измельчённого специальным образом песка. Затем эта смесь отвердевает при высокой температуре и давлении. По строительно-техническим показателям силикальцит не уступает обычному бетону. Также силикальцит имеет ряд и других технико-экономических преимуществ перед остальными строительными материалами. Был изобретён Й. А. Хинтом.

## Производство
Для производства силикальцита  смешивают измельчённый диоксид кремния и негашёную известь, в результате образуется метасиликат кальция:
{\displaystyle {\ce {{CaO}+ {SiO2}-> {CaO.SiO2}}}}
Затем со временем метасиликат кальция поглощает углекислый газ из воздуха и превращается в силикат карбоната кальция:
{\displaystyle {\ce {{CaO3.SiO2}+ {CO2}-> {CaCO3.SiO2}}}}